# Phumosia nigroviolacea
Phumosia nigroviolacea este o specie de muște din genul Phumosia, familia Calliphoridae. A fost descrisă pentru prima dată de Villeneuve în anul 1916. Conform Catalogue of Life specia Phumosia nigroviolacea nu are subspecii cunoscute.